# تارا علي بك
تارا علي بك (بالهندية: तारा अली बेग؛ بالإنجليزية: Tara Ali Baig) هي أكاديمية هندية، ولدت في 1916، وتوفيت في 1989.